# Ken Olsen
Kenneth Harry „Ken“ Olsen (* 20. Februar 1926 in Stratford, Connecticut; † 6. Februar 2011) war ein US-amerikanischer Ingenieur, der im Jahre 1957 die Computerfirma Digital Equipment Corporation (DEC) gründete. Bis 1992 war er Präsident des Unternehmens.

## Geschichte
Olsen begann nach dem Kriegsdienst in der US-Marine ab 1944 im Jahre 1946 ein Studium am Massachusetts Institute of Technology (MIT) im Fach der Elektrotechnik, das er auch an dieser Universität 1950 mit dem Bachelor-Abschluss und 1952 mit dem Master-Abschluss abschloss. Noch im Lincoln Laboratory des MIT entwickelte er den Memory Test Computer und wesentliche Teile des TX-0 und dessen Nachfolger TX-2. 1957 gründete Olsen zusammen mit seinem Studienkollegen Harlan Anderson die Firma Digital Equipment Corporation mit Gründungskapital von 70.000 Dollar von General Georges F. Doriot (von der Risikokapitalfirma American Research and Development Corporation). DEC stellte zuerst logische Bauteile zum Test von Elektronik her und später Minicomputer (beginnend mit dem PDP-1 1960) her, zu denen im Jahr 1970 auch die PDP-11-Baureihe gehörte, der erfolgreichste Minicomputer überhaupt.
Olsen erhielt für seine Arbeit unterschiedliche Auszeichnungen, unter ihnen der MCI Communications Information Technology Leadership Award und die Founders Medal des IEEE. Die American Academy of Arts and Sciences wählte ihn 1976 zum Mitglied. Im Jahre 1986 wurde Olsen vom Fortune-Magazin zum erfolgreichsten Geschäftsmann der US-amerikanischen Geschichte gewählt. Seit 1999 war er Mitglied der American Philosophical Society.
Zusammen mit dem DEC-Entwicklungs-Manager Gordon Bell gründete Olsen – zunächst in der „Mill“ am Stammsitz des Unternehmens in Maynard – das erste Computermuseum der Welt. Später wurde die DEC-Sammlung in das Computer History Museum in Mountain View (Kalifornien) umgesiedelt.
Olsen war sechs Jahrzehnte mit der gebürtigen Finnin Eeva-Liisa Aulikki Olsen, geb. Valve (1924–2009), verheiratet; das Paar hatte drei Kinder. Nach dem Tode seiner Frau wurde er öffentlichkeitsscheu. Der Technik-Pionier vermachte sein Vermögen testamentarisch dem christlichen Gordon College, das damit das „Ken Olsen Science Center“ in Wenham, Massachusetts erbaute.

## Kurioses
Olsens Aussage aus dem Jahr 1977 „Es gibt keinen Grund dafür, dass jemand einen Computer zu Hause haben wollte“ wird immer wieder als Paradebeispiel dafür genannt, wie schwer man sich noch in der zweiten Hälfte des 20. Jahrhunderts in der Computertechnik getäuscht hatte. Tatsächlich besaß er zu Hause selber Home-Computer und bezog sich mit dem „Computer“ in seiner Aussage auf Zentralrechner, die den Haushalt führen, nicht auf das, was später als Personal Computer bekannt wurde.